# Frank Higgins
Pour les articles homonymes, voir Higgins.
Frank Wayland Higgins (né le 18 août 1856 à Rushford, dans le Comté d'Allegany et mort le 12 février 1907 à Olean, dans le comté de Cattaraugus) est un homme politique américain, membre du Parti républicain.
Il participe à la Convention républicaine de 1888 et devient membre du Sénat de New York de 1894 à 1902. Il est Lieutenant-gouverneur de l'État de New York de 1903 à 1904, élu aux élections de 1902 puis  Gouverneur de l'État de 1905 à 1906, après les élections de 1904. Il est également l'arrière grand-père de Jérôme Savary car ce dernier est le fils de sa petite-fille.

## Sources
- The Rep. nominees, in NYT on September 16, 1904
- Notices d'autorité :   - VIAF
  - ISNI
  - LCCN
  - GND